# Уэбстер-Спрингс (Западная Виргиния)
Уэбстер-Спрингс (англ. Webster Springs, официальное название Аддисон) — город в штате Западная Виргиния (США). Он является окружным центром округа Уэбстер. По переписи 2010 года в городе проживало 776 человек.

## Географическое положение
Уэбстер-Спрингс расположен в долине около слияния рек Бак-Форк и Элк-Ривер на пересечении дорог штата 15 и 20. По данным Бюро переписи населения США город имеет общую площадь в 1,22 км².

## История

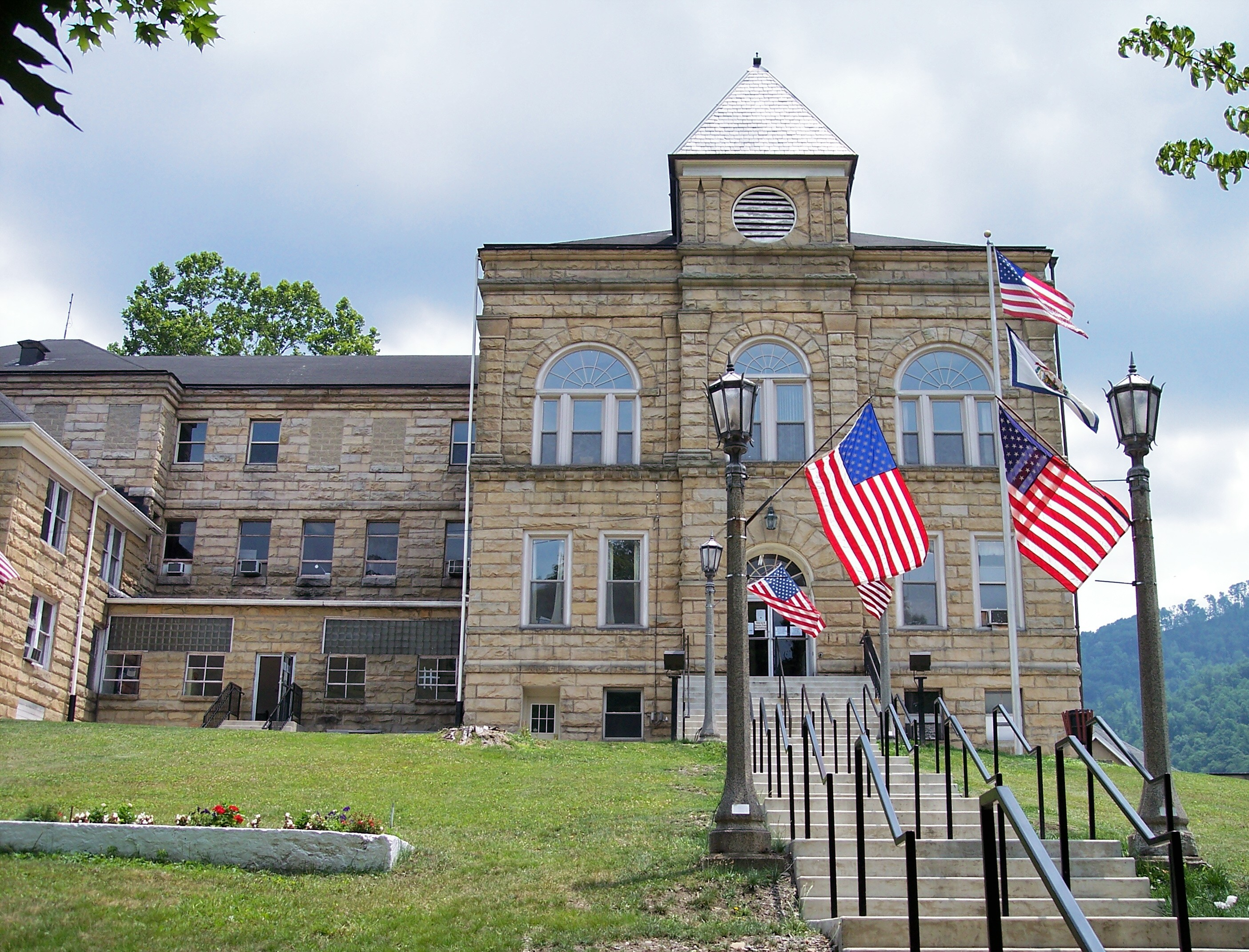
Окружной суд Уэбстра

Источник соли возле современного города издавна использовался индейцами, он был открыт ранними поселенцами Джоном Маккиртером и Джоном Миллером. Первым постоянным жителем окрестностей города стал Полли Артур в 1860 году. Поселение первоначально назвали Форк-Лик, однако оно было инкорпорировано в 1892 году как Аддисон. С 1902 года город стал известен как Уэбстер-Спрингс по своему почтовому адресу (официальное название не было изменено). В городе находятся известные лечебные источники, которые привлекают приезжих. Город стал курортом, открывались гостиницы, в 1902 году была проведена железная дорога.

## Население
По данным переписи 2010 года население Уэбстер-Спрингса составляло 776 человек (из них 47,8 % мужчин и 52,2 % женщин), было 363 домашних хозяйства и 211 семей. Расовый состав: белые — 99,2 %, афроамериканцы — 0,1 %, коренные американцы — 0,1 % и представители двух и более рас — 0,5 %.
Из 363 домашних хозяйств 40,8 % представляли собой совместно проживающие супружеские пары (13,5 % с детьми младше 18 лет), в 13,2 % домохозяйств женщины проживали без мужей, в 4,1 % домохозяйств мужчины проживали без жён, 41,9 % не имели семьи. В среднем домашнее хозяйство вели 2,14 человека, а средний размер семьи — 2,77 человека.
Население города по возрастному диапазону распределилось следующим образом: 20,6 % — жители младше 18 лет, 3,2 % — между 18 и 21 годами, 58,2 % — от 21 до 65 лет и 18,0 % — в возрасте 65 лет и старше. Средний возраст населения — 45,3 года. На каждые 100 женщин приходилось 91,6 мужчин, при этом на 100 совершеннолетних женщин приходилось уже 88,4 мужчин сопоставимого возраста.
В 2014 году из 954 трудоспособных жителей старше 16 лет имели работу 436 человек. При этом мужчины имели медианный доход в 34 274 долларов США в год против 22 778 долларов среднегодового дохода у женщин. В 2014 году медианный доход на семью оценивался в 38 750 $, на домашнее хозяйство — в 26 964 $. Доход на душу населения — 16 967 $. 25,9 % от всего числа семей и 31,4 % от всей численности населения находилось на момент переписи за чертой бедности.
Динамика численности населения:
|  |